# Tratado de Londres (1604)
Este Tratado de Londres encerrou oficialmente as hostilidades entre Inglaterra e Espanha no ano de 1604. Ele marca o fim da Guerra Anglo-Espanhola.
Depois da morte da rainha Elizabeth I de Inglaterra, o rei espanhol Filipe III começou a considerar a hipótese de paz ao pesar vários acontecimentos: as reservas de ouro da Espanha estavam se esgotando, partes dos Países Baixos Espanhóis se rebelavam e o exército espanhol já não era tão confiável assim como as embarcações estacionadas no Novo Mundo, após contínuos ataques de piratas e corsários.
Já a Inglaterra vinha perdendo todas as batalhas importantes do final da guerra e a morte de Elizabeth trouxe problemas de sucessão. Ao assumir o trono, James I também não tinha interesse em dar prosseguimento à guerra.
Assim, selar a paz foi a saída mais segura.